# Караул-Оба
Карау́л-Оба́ (укр. Караул-Оба, крымскотат. Qaravul Oba, Къаравул Оба) — гора в Крыму со сложной геоморфологической характеристикой. Обнаженная коническая вершина, отмеченная репером, находится в северной части, на юг от неё, через глубокую длинную седловину — платообразный массив со скальными стенами, гребнями, отломки; вблизи самого моря высятся зубцы утёсов. Расположена на территории ботанического заказника «Новый Свет», между посёлком Новый Свет и селом Весёлое в Крыму. 
Гора является древним коралловым рифом высотой 341 м, сложенным крепким известняком органического происхождения.
Южный отрог горы является мысом Чикен. На плато западного склона горного массива Караул-Оба расположены остатки боспорской крепости.
- Мыс Чикен
- Общий вид массива
- Вид со скалы Космос
- Вид на юго-запад